# Winterset

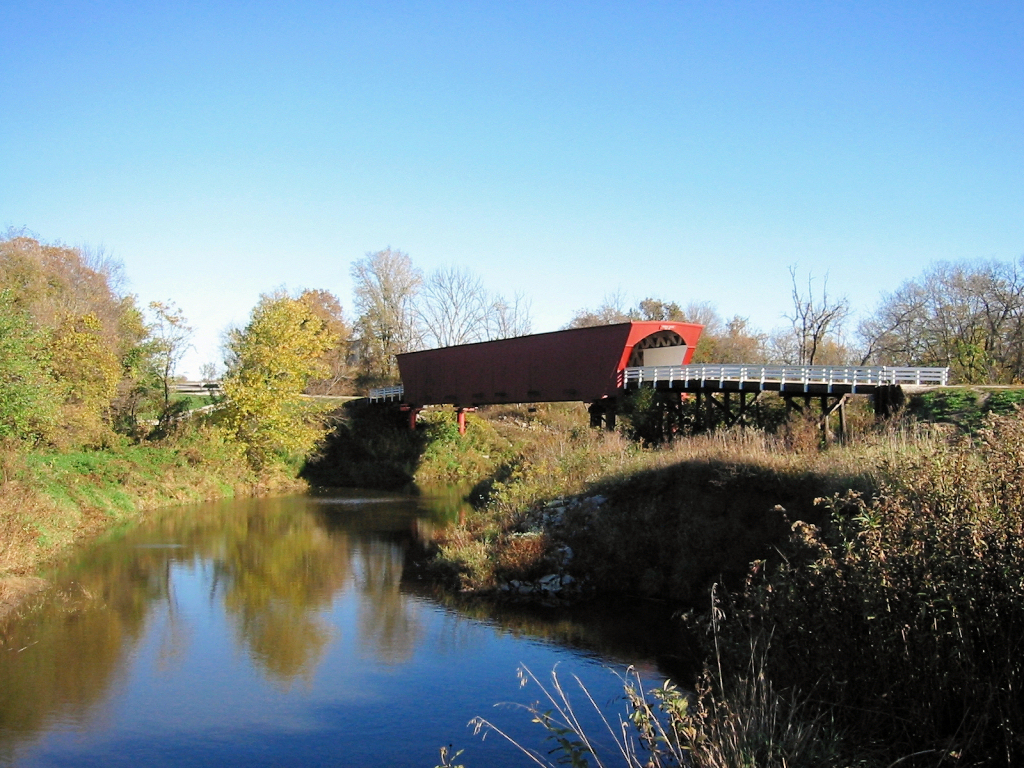
Roseman Bridge, een van de historische bruggen

Winterset is een plaats (city) in de Amerikaanse staat Iowa, en valt bestuurlijk gezien onder Madison County. Winterset is bekend om de historische bruggen, waar de film The Bridges of Madison County is geschoten. Daarnaast is Winterset de geboorteplaats van acteur John Wayne.

## Demografie
Bij de volkstelling in 2000 werd het aantal inwoners vastgesteld op 4768.
In 2006 is het aantal inwoners door het United States Census Bureau geschat op 4949, een stijging van 181 (3,8%). In 2012 werd het aantal inwoners geschat op 5.181.

## Geografie
Volgens het United States Census Bureau beslaat de plaats een oppervlakte van
9,1 km², geheel bestaande uit land. Winterset ligt op ongeveer 360 m boven zeeniveau.

## Geboren in Winterset
- John Wayne (1907-1979), acteur

## Plaatsen in de nabije omgeving
De onderstaande figuur toont nabijgelegen plaatsen in een straal van 20 km rond Winterset.